# Dacus murphyi
Dacus murphyi is een vliegensoort uit de familie van de boorvliegen (Tephritidae). De wetenschappelijke naam van de soort werd voor het eerst geldig gepubliceerd in 1998 door Drew en Hancock.